# Dème de Náoussa
Le dème de Náoussa, en grec moderne : Δήμος Νάουσας / Dímos Náoussas, également appelé dème de la ville héroïque de Náoussa, en grec moderne : Δήμος Ηρωικής Πόλης Νάουσας / Dímos Iroikís Pólis Náoussas, est un dème du district régional d'Imathie, en Macédoine-Centrale, Grèce. Le dème actuel résulte de la fusion, en 2010, des anciens dèmes d'Anthémia, d'Irinoúpoli  et de Náoussa.
Selon le recensement de 2011, la population du dème compte 21 152 habitants, tandis que celle de la ville de Náoussa s'élève à 18 882 habitants.
Le siège du dème est la ville de Náoussa.